# Мері Гарлен Лінкольн
Мері Юніс Гарлен Лінкольн (англ. Mary Eunice Harlan Lincoln; 25 вересня 1846 — 31 березня 1937) — дружина Роберта Лінкольна, дочка сенатора Сполучених Штатів Джеймса Гарлена

## Біографія
Старша дитина Джеймса Гарлена і Енн Елізи Пек, Мері Юніс Гарлен народилася в Айова-Сіті, штат Айова, 25 вересня 1846 року. Єдина з дітей Джеймса Гарлена, яка дожила до повноліття, вона виросла в Маунт-Плезанті, штат Айова, та Вашингтоні, округ Колумбія, здобула освіту в Маунт-Плезанті та школі мадам Сміт у Вашингтоні. Крім вивчення французької мови, танців і манер, Мері Гарлен отримала музичну освіту і стала майстерною арфісткою.
Роберт Тодд Лінкольн помітив юну Мері в 1864 році і почав залицятися до неї. Вона також привернула увагу матері Роберта Мері Лінкольн, яка схвалила її пропозицію і спробувала зіграти роль свахи. Президент Авраам Лінкольн дізнався про діяльність своєї дружини і допоміг їй, попросивши сенатора Гарлена супроводжувати місіс Лінкольн на президентську інавгурацію Лінкольна в 1865 році, що дозволило Роберту супроводжувати Мері Гарлен. Щоб зберегти їх залицяння в таємниці, Роберт Лінкольн часто користувався допомогою свого друга Едгара Уеллса, щоб зустрітися з Мері Гарлен в будинку батька Едгара, міністра Військово-Морського Флоту Гідеона Уеллса. Їх шлюб був відкладений через вбивство батька Роберта і подальшого періоду жалоби.

### Шлюб і діти
Роберт Тодд Лінкольн та Мері Юніс Гарлен побралися 24 вересня 1868 року. У них було дві дочки і один син:
- Мері «Мемі» Лінкольн (15 жовтня 1869 — 21 листопада 1938)
- Авраам Лінкольн II (на прізвисько Джек) (14 серпня 1873 — 5 березня 1890)
- Джессі Гарлен Лінкольн (6 листопада 1875 — 4 січня 1948).[8]

В епоху, що передувала кондиціонуванню повітря, Роберт, Мері і діти часто залишали спекотне міське життя позаду влітку заради більш прохолодного клімату гори Маунт. Плезант, Айова. Протягом 1880-х років сім'я проводила літо в будинку Гарленів. Будинок Гарлена-Лінкольна, побудований в 1876 році, стоїть досі. Подарований Мері Гарлен Лінкольн Весліанському коледжі Айови у 1907 році, він тепер служить музеєм з багатьма артефактами з родини Лінкольнів і з президентства Авраама Лінкольна.
Деякий час Мері Лінкольн жила з Робертом Лінкольном і Мері Гарлен, але ці дві жінки, мабуть, не ладили, і Мері Лінкольн з'їхала, врешті-решт Роберт відправив її в Бельвью-Плейс, приватний санаторій в Батавії, штат Іллінойс, в травні 1875 року. Деякі джерела вказують, що Мері Гарлен Лінкольн, можливо, була алкоголічкою, що негативно позначилося на її відносинах зі свекрухою, чоловіком і дітьми. Наявна інформація носить непрямий характер, і це питання не було вирішено з визначеністю.
Роберт Лінкольн зробив успішну кар'єру в юриспруденції, бізнесі і політиці, займаючи пост військового міністра з 1881 по 1885 рік при президентах Джеймса Гарфілда і Честері Артура. Лінкольни жили в Лондоні, Англія, протягом деякого часу, оскільки Роберт служив послом Сполучених Штатів у Сполученому Королівстві з 1889 по 1893 рік при Президенті Бенджаміні Гаррісоні. Після цього він повернувся до юридичної практики. Ставши досить багатим завдяки своїй юридичній практиці, до якої входив головний юрисконсульт, а пізніше президент Автомобільної компанії «Pullman Palace», Лінкольни мешкали в будинках у Чикаго, штат Вашингтон, і Гілдені в Манчестері, штат Вермонт.
Судячи з усього, Мері Гарлен Лінкольн була дуже потайливою особистістю і старанно ховалася від сторонніх очей, щоб її не сфотографували. Крім управління сімейним господарством, вона відповідала за стан свого чоловіка після його смерті в липні 1926 року. Вона також контролювала благодійні заповіти та сімейні трасти до своєї смерті. Мері Гарлен Лінкольн померла у Вашингтоні, 31 березня 1937 року. Вона була похована разом з чоловіком і сином Джеком на Арлінгтонському національному кладовищі, секція 31.